# Betriebskrankenkasse Mobil

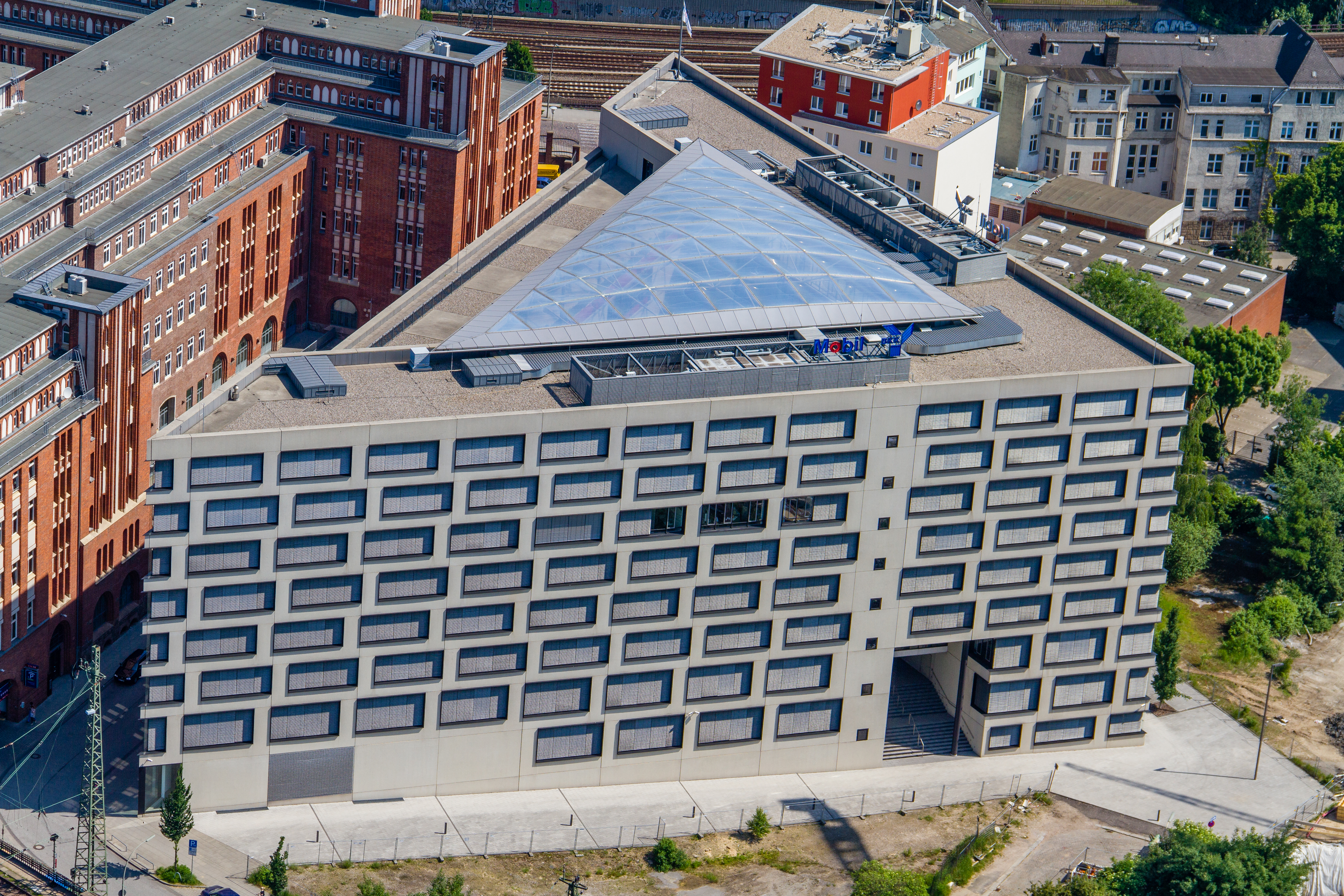
Mobil Krankenkasse in Hamburg

Die Betriebskrankenkasse Mobil (Kurzform: Mobil Krankenkasse) mit Sitz in München ist mit 950.140 Versicherten eine der größten deutschen Betriebskrankenkassen, und seit 2014 bundesweit geöffnet. Persönlich betreut werden die Versicherten in der Geschäftsstelle der zentralen Verwaltung Hamburg und in den drei Geschäftsstellen Celle, Neu-Isenburg und München.

## Geschichte

Historisches Logo

Gegründet wurde die Betriebskrankenkasse am 1. Oktober 1952 in Hamburg. Sie entstand aus der ehemaligen Mobil Oil AG (Exxon Mobil) und ist seit 1. Oktober 1999 für betriebsfremde Kunden aus den Bundesländern Bayern, Hamburg, Niedersachsen, Rheinland-Pfalz und Schleswig-Holstein geöffnet. Die BKK Mobil Oil verfügte damals über 5.000 Versicherte. In den folgenden Jahren wuchs die Mitgliederzahl enorm an. Die BKK Mobil Oil hatte am 1. September 2002 ca. 600.000 Versicherte. 2007 öffnete sie sich für Versicherte in den Bundesländern Bremen und Nordrhein-Westfalen.
Zum 1. Januar 2008 übernahm sie die KEH Ersatzkasse mit 76.000 Kunden und öffnete sich für Versicherte in den Bundesländern Hessen und Thüringen.
Zum 1. Januar 2014 nahm sie die Hypovereinsbank Betriebskrankenkasse auf, öffnete sich für alle deutschen Bundesländer, verlegte ihren Sitz nach München und wechselte damit vom BKK Landesverband Mitte in den BKK Landesverband Bayern.
Im Rahmen einer Satzungsänderung wurde zum 1. April 2021 die Unternehmensbezeichnung in Betriebskrankenkasse Mobil (Kurzform: Mobil Krankenkasse) geändert.

## Zusatzbeitrag
2024 hat die BKK einen Zusatzbeitrag in Höhe von 1,49 Prozent erhoben. Ab Januar 2025 beträgt der kassenindividuelle Zusatzbeitrag weit überdurchschnittliche 3,89 Prozent.

## Gesundheitsvorsorge
Die Kasse bietet im Bereich der Vorsorge und Gesundheitsversorgung verschiedene Zusatzleistungen wie erweiterte Krebsvorsorge, zusätzliche Kinderuntersuchungen, sportmedizinische Untersuchungen, Osteopathie und Homöopathie an.
Im Februar 2011 schloss der Deutsche Apothekerverband mit der BKK Mobil Oil einen Vertrag über ein Schulungsangebot für Typ-1- und Typ-2-Diabetiker ab. Versicherte Diabetiker können sich in entsprechend qualifizierten Apotheken zeigen lassen, wie sie selbst fehlerfrei ihren Blutzuckerspiegel bestimmen können.

## Kritik
Im Januar 2006 verbot das Bundesversicherungsamt der Krankenkasse irreführende Werbung. Die BKK Mobil Oil hatte Versicherte zum Kassenwechsel aufgerufen, da sie bei anderen, zum Teil namentlich genannten Kassen angeblich „zu viel Verwaltungsgebühren bezahlen“. Auch eine Folgekampagne der Kasse enthielt die irreführende Aussage.
Im März 2013 berichtete NDR Info über zweifelhafte Mitgliederwerbung bei der BKK Mobil Oil. Demnach führten Mitarbeiter einer von der Kasse beauftragten Vertriebsfirma in Niedersachsen unangemeldet Hausbesuche durch und versuchten, mit falschen Behauptungen über andere Krankenkassen Neumitglieder zu werben. Zu den Vorwürfen nahm die Krankenkasse auf ihrer Website Stellung und kündigte Maßnahmen gegen die betreffenden Mitarbeiter des externen Vertriebspartners an. Im April 2013 erschien ein weiterer Bericht in der Hannoverschen Allgemeine Zeitung, dass Werber der Kasse mit 200-Euro-Prämien lockten, die Auszahlungskriterien jedoch vernebelten.
Im August 2013 berichtet Spiegel Online über einen Fall einer psychisch kranken Patientin, die nach einer verspäteten Rückmeldung bei ihrer Ärztin ihren Versicherungsschutz bei der BKK Mobil Oil verlor. Erst nach Einschaltung eines Anwalts und einer Anfrage von Spiegel Online nutzte die Kasse „Ermessungsspielräume“. Laut einem Experten des Paritätischen Wohlfahrtsverbands sei es für die Kassen lohnend, chronisch Kranken Leistungen vorzuenthalten.
Im Oktober 2013 entschied der Europäische Gerichtshof, dass die BKK Mobil Oil gegen geltendes Wettbewerbsrecht verstoßen hat. 2008 hatte die Kasse sich in einem Werbetext an ihre Mitglieder gerichtet und vor einem Kassenwechsel gewarnt, da diese möglicherweise Zusatzbeiträge erheben würde.
Im Juli 2014 berichtete NDR Info, dass die BKK Mobil Oil Vermittlern überhöhte Prämien für das Werben neuer Mitglieder gezahlt und damit gegen Wettbewerbsgrundsätze verstoßen habe. Die Kasse wehrte sich gegen die Vorwürfe.